# Spitzemberg

Wappen derer von Spitzemberg

Spitzemberg, ab 1893 auch Hugo von Spitzemberg, ist der Name eines lothringischen, später württembergischen Adelsgeschlechts.

## Stammburg
Die Burg Spitzemberg stand auf einem 641 Meter hohen Bergkegel ca. 8 km östlich von Saint-Dié-des-Vosges. Eine erste Fliehburg wurde angeblich in der Zeit der Ungarneinfälle über gallorömischen Resten errichtet. Im 12. Jahrhundert gehörte die Herrschaft Spitzemberg den Herren von Paroye. 1243 setzte sich Herzog Matthäus II. von Lothringen in den Besitz der Burg. 1550 diente die Anlage als Witwensitz für Christina von Dänemark. Im Dreißigjährigen Krieg und im Ersten Weltkrieg wurde der Spitzemberg als militärischer Stützpunkt genutzt; auf dem Gipfel steht ein Mahnmal des 152. französischen Infanterieregiments, das an verlustreiche Gefechte mit deutschen Truppen im September 1914 erinnert. Von der Burg sind nur geringe Reste der Umfassungsmauern und die Grundmauern des Bergfrieds erhalten.

## Adelserhebungen
- Erhebung in den lothringischen Adelsstand am 4. Januar (oder 14. April) 1535.
- Erhebung in den lothringischen Ritterstand am 20. November 1736 für Charles Hyacinth Hugo; dieser nahm nach seiner Heirat mit Anna l’Huillier de Spitzemberg den Namen „von Spitzemberg“ an.
- Königlich württembergische Anerkennung des Adels- und Freiherrnstandes am 4. Dezember 1833 für Franz Xaver Freiherr von Spitzemberg.
- Königlich württembergische Erlaubnis zur Führung des vollen Familiennamens „Hugo von Spitzemberg“ am 7. Oktober 1893 in Stuttgart für den königlich preußischen Kammerherrn und Landrat Lothar Freiherr von Spitzemberg.

## Wappen
Geteilt, oben in Silber zwei schwarze Merletten, unten blau (Wasser) ohne Bild. Auf dem Helm mit blau-silbernen Decken eine schwarze Merlette. Schildhaupt: Zwei silberne Windhunde mit roten Halsbändern.

## Namensträger
- Amélie von Soden, geborene Freiin von Spitzemberg (1869–1953), württembergische Politikerin
- Franz Xaver Freiherr von Spitzemberg (1781–1864), württembergischer Hofbeamter und General
- Hildegard Freifrau von Spitzemberg, geborene Freiin von Varnbüler (1843–1914), Berliner Salonière der Kaiserzeit
- Karl von Spitzemberg (1826–1880), württembergischer Diplomat und Gesandter
- Lothar Freiherr Hugo von Spitzemberg (1868–1930), preußischer Kammerherr und Landrat
- Wilhelm von Spitzemberg (1825–1888), württembergischer königlicher Kammerherr und General